# 156542 Hogg
156542 Hogg è un asteroide della fascia principale. Scoperto nel 2002, presenta un'orbita caratterizzata da un semiasse maggiore pari a 2,8488197 UA e da un'eccentricità di 0,0255979, inclinata di 1,34561° rispetto all'eclittica.